# Нэчжа (мультфильм)
«Нэчжа» (кит. 哪吒之魔童降世) — китайский анимационный боевой фентэзи трёхмерный мультфильм, выпущенный студией Chengdu Coco Cartoon в 2019 году. Сиквэлом данного мультфильма является мультфильм «Нэчжа побеждает Царя драконов», выпущенный в 2025 году, который стал самым кассовым фильмом, не относящимся к Голливуду, за всю историю кинематографа.

## Сюжет
Сюжет основан на китайской мифологии о герое-защитнике от драконов Нэчжа.
Между небом и землей тысячи лет обитает Жемчужина, которая вбирает в себя все хорошее и плохое. У великого мастера два ученика — добрый толстый Тай-йи на свинье и его брат, злой тощий Шэнь. Мастер дает ученикам задание поймать Жемчужину, ученики не справляются, мастер ловит Жемчужину и разделяет ее на добрую и злую жемчужины, после чего поручает хранить их ученику Тай-йи. Мастер дает ученикам пророчество — добрая жемчужина должна дать жизнь третьему сыну избранного мастером человека — местного правителя, сына нужно назвать Нэчжа, а на злую жемчужину наложено проклятье, которое убьёт её молнией через 3 года и жемчужина зла уничтожит все вокруг. Если Тай-йи исполнит пророчество, то он станет 12-м зодиакальным владыкой, это вызывает зависть у другого ученика Шэнь, Шэнь крадёт жемчужину жизни, и в новорождённого вселяется злая жемчужина, рождается демон, но Тай-йи надевает на него золотой обруч и он становится мальчиком, Шэнь относит жемчужину жизни в подводный мир царю дракону, который отправляет ее в свое яйцо, из него рождается сын дракона, его судьба — восстановить честное имя драконов и вернуть их на небо из подземной тюрьмы.
Нэчжа растет невероятно сильным, он владеет силой огня, но его отвергают люди, считая его демоном, это ранит его, ожесточает его сердце, отец и мать отдают мальчика на обучение Тай-йи, чтобы он стал великим победителем демонов, Нэчжа быстро осваивает мастерство. В битве с водяным демоном Нэчжа встречает другого борца с демонами, Нэчжа спасает ему жизнь, они дружатся, но оказывается, что это Аубин — сын царя дракона, воплощение жемчужины жизни. Нэчжа приглашает Аубина на свой день рождения.
В этот день Нэчже является Шэнь и раскрывает ему его происхождение и пророчество, снимает с него защитный обруч, Нэчжа в ярости превращается в демона, пытается убить учителя, отца, мать, Шэнь говорит Аубину, что когда исполнится пророчество и молния убьет Нэчжу и его родителей, Аубин явится людям и его будут почитать как спасителя, Шэнь открывает, что он демон-леопард, которого боятся люди, Аубин говорит, что Нэчжа спас его жизнь и он хочет вернуть ему долг, Шэнь отдает обруч, Аубин с помощью Тай-йи надевает на Нэчжу обруч, он снова превращается в мальчика, но Аубина узнают — он сын дракона, драконы украли когда-то жемчужину жизни, Тай-йи обещает все рассказать мастеру о подлых драконах, которые захотели обманом вернуться на небо, и мастер их истребит, Аубин решает уничтожить селение, чтобы никто ничего не мог сообщить мастеру. Тем временем у Нэчжи видение — его учитель и отец на небе, просят мастера сказать, как снять проклятие с Нэчжи, другой ученик мастера говорит, что проклятие невозможно снять, но его можно обойти, он дает два свитка с заклинаниями, нужно положить их на Нэчжу и другого человека, кто готов пожертвовать собой, и проклятие перейдет на него, отец говорит, что он пожертвует собой ради сына. Нэчжа возвращается в селение и встает на его защиту, Нэчжа и Аубин, Тай-йи и Шень сражаются, Нэчжа побеждает Аубина, но не убивает его, ведь это его единственный друг, в этот момент молния забирает Нэчжу, разбушевавшаяся стихия уничтожит все вокруг, Аубин и учитель бросаются на помощь к Нэчже, учителю удается спасти их души, жители селения понимают, что Нэчжа, Аубин и учитель спасли их, преклоняются перед ними, Нэчжа, наконец, чувствует себя принятым, теперь он знает свое предназначение, он защитник.

## Роли озвучивали
| Актёр       | Роль              |
| ----------- | ----------------- |
| Лю Яньтин   | Нэчжа (ребёнок)   |
| Джозеф      | Нэчжа (подросток) |
| Хань Мо     | Ао Бин            |
| Чэнь Хао    | Ли Цзин           |
| Лю Ци       | Леди Инь          |
| Чжан Цзямин | Тайи Чжэньжэнь    |
| Ян Вэй      | Шэнь Гунбао       |

## Отзывы
Мультфильм стал одним из самых кассовых мультфильмов в мире. Мультфильм стал одним из самых кассовых в Китае и получил премию «Золотой дракон». На сайте-агрегаторе рецензий Rotten Tomatoes он имеет рейтинг 88 % со средней оценкой 7,2 из 10 на основе 17 отзывов. Оуэн Глейберман из Variety сравнил мультфильм с «Кунг-фу пандой». Кэт Кларк из The Guardian поставила картине 3 звезды из 5 и особо акцентировала внимание на сцене, в которой Нэчжа противостоит морскому чудищу, превращающему врагов в камень. Майкл Рехтшаффен из Los Angeles Times подметил, что в мультфильме есть тропы, используемые в проектах Disney и DreamWorks.